# Bernard Mona
Bernard Mena Mboyo est le vice-ministre de l'Intégration de l’armée de la République démocratique du Congo. Il a remplacé Gilbert Ngbanda te Boyiko à ce poste par le décret no 5/159 du 18 novembre 2005, portant Réaménagement du gouvernement de la transition.

## Biographie
Il est né le 18 mars 1964 à kananga, et a suivi une formation juridique à l'université de kinshasa. Il a évolué longtemps à la Présidence de la République de la Rdcongo avant de faire une carrière dans les cabinets ministériels : finances, budget, justice, portefeuille, ordre public et sécurité nationale.
Il aussi évolué dans le secteur des entreprises de l'État où il a exercé les fonctions de Président de Conseil d'Administration (Cobil, Congo Korea Telecom, Grands Hotels du Congo) ou de représentant de l'État (Snel ,Regideso, OFIDA, Rvm, Cmdc, Onatra,.....etc.)
En 2013 , il a été le Cordonnateur des Concertaions Nationales organisées par le Président Joseph Kabila pour renforcer la cohésion nationale. 